# Radioconus
Radioconus é um género de gastrópode  da família Charopidae.
Este género contém as seguintes espécies:
- Radioconus goeldi
- Radioconus riochcoensis